# Bruno Heller
Bruno Heller är en brittisk manusförfattare född år 1960 i London. Heller är främst känd för att vara en av skaparna av TV-serien Rome tillsammans med John Milius och William J. MacDonald. Förutom att ha skapat serien är han även exekutiv producent och har dessutom skrivit manus till åtta av de tolv avsnitten.
Han ligger även bakom produktionen av den amerikanska kriminalserien The Mentalist med Simon Baker i huvudrollen som Patrick Jane.